# فرگلاندا
فرگلاندا (به سوئدی: Färgelanda) یک منطقهٔ مسکونی در سوئد است که در بخش فرگلاندا واقع شده‌است. فرگلاندا ۲٫۱۰ کیلومتر مربع مساحت و ۱٬۸۹۴ نفر جمعیت دارد.